# 강성인
강성인(姜性仁, 일본식 이름: 花田芳吉, 1890년 ~ ?)은 일제강점기의 불교 승려이며 법명은 길전(吉田)이다.

## 생애
한일 병합 조약 체결과 사찰령 반포 이후 조선 불교계 조직이 재편되어 삼십본산연합사무소가 설치되면서 설립한 불교중앙학림을 1919년 제1회로 졸업한 봉은사 재적 승려였다. 1919년은 3·1 운동이 일어난 해로, 한용운의 지휘 아래 김법린 등 중앙학림 학승들이 이 운동에 참여했다. 그러나 강성인은 여기에 동참하지 않고 곧바로 일본으로 유학을 떠나 도쿄의 니혼 대학 사회과에 입학했다.
1923년 니혼 대학을 졸업하고 귀국하여 봉은사 감무에 취임했다. 1927년 중앙교무원 평의원총회에 참석하여 예산위원 11인 중 한 명으로 선정되었고, 이듬해 열린 평의원총회에서는 감사 투표에서 당선되었다. 감사로 취임한 직후 조선사찰직원내지시찰단의 일원이 되어 일본의 사찰을 시찰하고 돌아오기도 했다.
일본 유학 후 11년간 봉은사 감무로 재직하던 강성인은 1934년 나청호의 사망으로 공석이 된 봉은사 주지를 뽑는 선거에서 당선되었다. 이 무렵은 조선총독부가 황민화 정책의 기반으로 심전개발 운동을 벌일 때였는데, 강성인은 1935년 심전개발사업촉진발기회라는 단체를 조직해 이 운동에 적극 협력했다.
1937년 중일 전쟁이 일어나자 봉은사에서 두 차례에 걸쳐 시국행사인 국위선양 무운장구 기원제를 개최했고, 일본군 후원 방법을 논의하는 회의를 개최하는 등 적극적인 행보를 보였다. 같은 해 연말에 봉은사 주지 재임 인가를 받았으며, 친일 헌금도 계속 납부하여 1938년 4월 1일까지 국방헌금과 위문금으로 합계 1,016원 95전을 헌납하는 실적을 보였다. 1938년 7월 7일 중일 전쟁 1주년을 기념하여 봉은사 대웅전에서 전몰장병 추도 법요식을 직접 집례하여 봉행했고, 관할 포교당에서도 동시에 법요식이 열렸다.
1939년 4월 29일 쇼와 천황의 생일인 천장절에 참배자들이 운집한 가운데 봉은사에서 큰 화재가 발생하여 큰 재산 피해를 입었다. 강성인은 결국 봉은사 화재 책임을 지고 이듬해 주지직에서 사직했다.
광복 후에도 봉은사 주지직을 놓고 홍태욱과 대립한 기록이 있으나, 홍태욱은 김태흡의 사주로 살해되었고, 이후 강성인은 치매를 앓다 사망하였다.

## 사후
민족문제연구소가 친일인명사전 발간을 위해 2008년 발표한 친일인명사전 수록예정자 명단 종교 부문에 포함되었다.

## 같이 보기
- 봉은사

## 참고자료
- 임혜봉 (2005년 3월 1일). 〈강성인 : 적극적으로 친일을 한 대본산 봉은사 주지〉. 《친일 승려 108인》. 서울: 청년사. 218~223쪽쪽. ISBN 9788972783848.